# Stewart Imlach
Stewart Imlach, właśc. James John Stewart Imlach (ur. 6 stycznia 1932 w Lossiemouth, zm. 7 października 2001) – szkocki piłkarz występujący na pozycji napastnika.

## Kariera klubowa
Imlach karierę rozpoczynał w 1952 roku w zespole Bury, grającym w Division Two. Po dwóch sezonach spędzonych w tym klubie odszedł do innego zespołu tej ligi – Derby County. W 1955 roku przeszedł zaś do Nottingham Forest, z którym w sezonie 1956/1957 awansował do Division One. W sezonie 1958/1959 zdobył wraz z nim Puchar Anglii. Zawodnikiem Nottingham Imlach był do 1960 roku.
Następnie występował w drużynach Luton Town (Division Two), Coventry City (Division Three), Crystal Palace (Division Three/Division Two), Dover oraz Chelmsford City. W 1967 roku zakończył karierę jako gracz Crystal Palace.

## Kariera reprezentacyjna
W reprezentacji Szkocji Imlach zadebiutował 7 maja 1958 w zremisowanym 1:1 towarzyskim meczu z Węgrami. W tym samym roku został powołany do kadry na mistrzostwa świata. Zagrał na nich w spotkaniach z Jugosławią (1:1) i Francją (1:2), a Szkocja zakończyła turniej na fazie grupowej.
W drużynie narodowej Imlach występował tylko w 1958 roku, rozegrał w niej 4 spotkania.